# Главный комитет по призрению детей лиц, погибших в войну с Японией
Главный комитет по призрению детей лиц, погибших в войну с Японией или Алексеевский комитет — благотворительная организация в Российской империи образованная на основании Высочайше утвержденных 16 июня 1905 года «правил об обеспечении судьбы детей лиц, погибших в войну с Японией, для высшего руководительства означенным делом». Был основан в ознаменование рождения Е. И. В. Наследника Цесаревича Великого Князя Алексея Николаевича. 
Комитет состоял из председателя, членов по Высочайшему назначению и представителей министерств военного, морского, внутренних дел, народного просвещения и финансов, государственного контроля, попечительства о семействах воинов, призванных из запаса в ряды армии на Дальнем Востоке, и управляющего делами. 
Правом на пособия из государственного казначейства Российской империи пользовались дети (в особо уважительных случаях — малолетние братья и сёстры) военных и гражданских чинов, священно- и церковнослужителей, погибших или пропавших без вести на Русско-Японской войне; в особо уважительных случаях пособие могло быть предоставлено детям нижних чинов, потерявших на войне трудоспособность. Вспомоществование детям нижних чинов и приравненных к ним лиц (санитары, церковнослужители) производилось независимо от принадлежащих им прав по закону на пенсии и пособия и заключалось в ежегодном денежном пособии от 18 до 36 рублей (в зависимости от региона) и в содействии к обеспечению первоначального образования. 
Пособие выдавалось до достижения сиротами 16 лет или брачного совершеннолетия, если оно раньше наступает для данной местности. Сироты, посещающие начальные школы, снабжались кроме того тёплой одеждой, обувью и учебными пособиями. 
Помощь детям офицерских и приравненных им чинов заключалась в пособии на воспитание, обучение, путевые расходы и в принятии мер к помещению детей в воспитательные и учебные заведения. Дети, получавшие вспомоществование от ГК, не теряли прав на эмеритуру. Заведование на местах делом призрения сирот нижних чинов и приравниваемых им лиц возлагалось на земские и городские учреждения, в случае их согласия; в распоряжение их передавались из казны соответствующие денежные суммы. 
При отказе их от заведования призрением, а равно в тех местностях, где не введены земские учреждения, открывались уездные (окружные) комитеты, состоявшие под председательством уездного предводителя дворянства из представителей правительственных и общественных учреждений и членов по приглашению председателя. Кроме того, по распоряжениям Главного комитета по призрению детей лиц, погибших в войну с Японией, могли быть открыты губернские (областные) комитеты, состоящие под председательством губернатора.
В 1914 году Комитет стал одной из частей Верховного совета по призрению семей лиц, призванных на войну, а также семей раненых и павших воинов. 
Главный комитет по призрению детей лиц, погибших в войну с Японией был упразднён вскоре после октябрьского переворота 1917 года.